# Marian Błażejczyk
Marian Djordje Błażejczyk (ur. 1922, zm. 17 maja 2011) – polski prawnik, inżynier, profesor nauk prawnych, pracownik Instytutu Nauk Prawnych PAN, specjalista w zakresie europejskiego prawa wspólnotowego i prawa rolnego.

## Życiorys
W 1943 jako piętnastolatek został wywieziony na roboty do Niemiec. Uciekł z transportu, przedostał się na Bałkany, gdzie został żołnierzem Jugosłowiańskiej Armii w Ojczyźnie (JVO). W 1944 został zrekrutowany do ludowego Wojska Polskiego, w ramach którego uczestniczył w bitwie o Berlin, za co został odznaczony Krzyżem Walecznych. Po wojnie został żołnierzem zawodowym. Od 1947 był dowódcą 58 pułku piechoty w Ostródzie. W 1951 przeszedł do pracy cywilnej. Posiadał stopień majora.
Został pracownikiem Instytutu Nauk Prawnych Polskiej Akademii Nauk. Wykładał także w Akademii Polonijnej w Częstochowie, Wyższej Szkole Gospodarki Krajowej w Kutnie i Akademii Humanistyczno-Ekonomicznej w Łodzi.
Otrzymał tytuł profesora nauk prawnych.
Był członkiem Rady Legislacyjnej przy Prezesie Rady Ministrów.
Pochowany w Kutnie.